# Mariano Doporto Marchori
Mariano Doporto Marchori (Cáceres, 18 de enero de 1902-Dublín, 8 de septiembre de 1964) fue un físico y meteorólogo español, director del Irish Meteorological Service.

## Biografía
Nacido el 18 de enero de 1902 en Cáceres, estudió Ciencias en la Universidad Central, especializándose en Física, e inició los cursos correspondientes al doctorado en Físicas en 1923.
Doporto, se convirtió en director del Observatorio Meteorológico de Igueldo (San Sebastián) en 1927, contrajo matrimonio con Mercedes Laguía Paracuellos en 1931, y se doctoró en Física Experimental en la Universidad de Barcelona en 1938, en plena guerra civil, con la tesis La turbulencia dinámica de la atmósfera en Barcelona.
Doporto, que se había iniciado en la masonería en febrero de 1925 en la Logia La Mantuana (Madrid) con el nombre simbólico de Marte, durante su estancia en San Sebastián fue miembro de la Logia Altuna N.º 15, donde fue exaltado al grado de Maestro Masón por José Bellido Rodríguez, miembro fundador de la misma. Además fue fundador y miembro activo de la Logia Espartaco, bajo Obediencia del Gran Oriente de Francia, una logia de ideales antifascistas fundada entre miembros de las logias labortanas L´Zelee, Etoile de Labourd y Altuna, establecida en Bayona.
En 1939, tras precipitarse el fin del conflicto, se exilió en Bayona; poco más tarde llegó a Irlanda, donde se hizo con una plaza en el Irish Meteorological Service (Servicio Meteorológico Irlandés, IMS) en 1940. En 1948 se convirtió en el director del IMS. Falleció en Dublín el 8 de septiembre de 1964.